# Podział administracyjny Kościoła greckokatolickiego w Polsce (1918–1939)

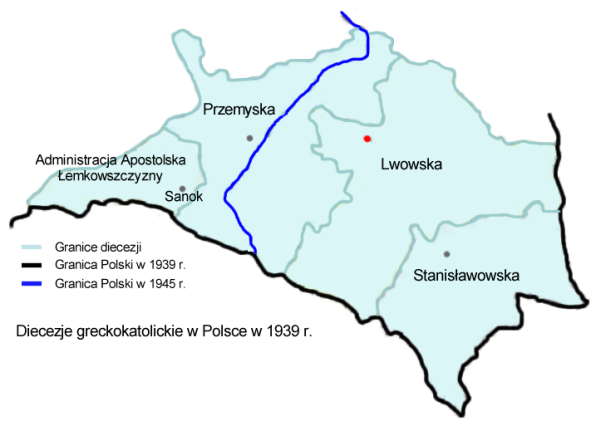
Kościół greckokatolicki w Polsce 1920-1939

W myśl art. IX Konkordatu z 1925 Kościół katolicki obrządku grecko-rusińskiego w II Rzeczypospolitej składał się z trzech diecezji:
- archidiecezja lwowska
- diecezja przemyska
- diecezja stanisławowska

które tworzyły lwowską prowincję kościelną.
Na jej czele stał arcybiskup Andrej Szeptycki. Posiadał on także tytuł metropolity halickiego i biskupa kamienieckiego.
Z upoważnienia papieża Leona XIII greckokatolicka Kuria metropolitalna we Lwowie sprawowała opiekę nad parafiami w Ameryce Północnej.
Stolica Apostolska dekretem Quo aptius consuleret z 19 lutego 1934 utworzyła administrację apostolską Łemkowszczyzny. W jej skład weszło 9 dekanatów z diecezji przemyskiej (tzn. 111 parafii i 11 samodzielnych wikariatów). Powodem tej decyzji była schizma tylawska na przełomie lat 20. i 30. Nowa jednostka podlegała bezpośrednio Watykanowi.
We wszystkich diecezjach obowiązywała dwustopniowa organizacja (tzn. dekanaty i parafie). Jedynie arcybiskup Szeptycki w swojej diecezji zachował protoprezbiteriaty, czyli jednostki pośrednie między dekanatem a diecezją.

## Podział poszczególnych diecezji w 1939
- diecezja lwowska – 54 dekanaty, 1267 parafii
- diecezja stanisławowska – 20 dekanatów, 421 parafii
- diecezja przemyska – 45 dekanatów, 577 parafii
- Administracja Apostolska Łemkowszczyzny – 9 dekanatów, 111 parafii